# Annezin
Annezin és un municipi francès situat al departament del Pas de Calais i a la regió dels Alts de França. L'any 2007 tenia 5.481 habitants.

## Demografia

### Població
El 2007 la població de fet d'Annezin era de 5.481 persones. Hi havia 2.164 famílies de les quals 536 eren unipersonals (176 homes vivint sols i 360 dones vivint soles), 676 parelles sense fills, 804 parelles amb fills i 148 famílies monoparentals amb fills.
La població ha evolucionat segons el següent gràfic:
Habitants censats

### Habitatges
El 2007 hi havia 2.321 habitatges, 2.195 eren l'habitatge principal de la família, 5 eren segones residències i 121 estaven desocupats. 2.206 eren cases i 103 eren apartaments. Dels 2.195 habitatges principals, 1.599 estaven ocupats pels seus propietaris, 558 estaven llogats i ocupats pels llogaters i 38 estaven cedits a títol gratuït; 20 tenien una cambra, 50 en tenien dues, 223 en tenien tres, 605 en tenien quatre i 1.297 en tenien cinc o més. 1.515 habitatges disposaven pel capbaix d'una plaça de pàrquing. A 1.051 habitatges hi havia un automòbil i a 801 n'hi havia dos o més.

### Piràmide de població
La piràmide de població per edats i sexe el 2009 era:
| Homes | Edats   | Dones |
| ----- | ------- | ----- |
| 0     | 95 o +  | 5     |
| 6     | 90 a 94 | 18    |
| 0     | 85 a 89 | 36    |
| 29    | 80 a 84 | 47    |
| 71    | 75 a 79 | 117   |
| 103   | 70 a 74 | 130   |
| 98    | 65 a 69 | 173   |
| 132   | 60 a 64 | 116   |
| 147   | 55 a 59 | 137   |
| 220   | 50 a 54 | 221   |
| 180   | 45 a 49 | 240   |
| 216   | 40 a 44 | 197   |
| 188   | 35 a 39 | 170   |
| 193   | 30 a 34 | 173   |
| 178   | 25 a 29 | 221   |
| 209   | 20 a 24 | 143   |
| 255   | 15 a 19 | 201   |
| 153   | 10 a 14 | 166   |
| 191   | 5 a 9   | 162   |
| 148   | 0 a 4   | 109   |

## Economia
El 2007 la població en edat de treballar era de 3.630 persones, 2.512 eren actives i 1.118 eren inactives. De les 2.512 persones actives 2.213 estaven ocupades (1.207 homes i 1.006 dones) i 299 estaven aturades (137 homes i 162 dones). De les 1.118 persones inactives 356 estaven jubilades, 326 estaven estudiant i 436 estaven classificades com a «altres inactius».

### Ingressos
El 2009 a Annezin hi havia 2.309 unitats fiscals que integraven 5.790 persones, la mediana anual d'ingressos fiscals per persona era de 16.602 €.

### Activitats econòmiques
Dels 184 establiments que hi havia el 2007, 2 eren d'empreses extractives, 11 d'empreses alimentàries, 2 d'empreses de fabricació de material elèctric, 1 d'una empresa de fabricació d'elements pel transport, 14 d'empreses de fabricació d'altres productes industrials, 20 d'empreses de construcció, 44 d'empreses de comerç i reparació d'automòbils, 10 d'empreses de transport, 11 d'empreses d'hostatgeria i restauració, 2 d'empreses d'informació i comunicació, 7 d'empreses financeres, 4 d'empreses immobiliàries, 15 d'empreses de serveis, 21 d'entitats de l'administració pública i 20 d'empreses classificades com a «altres activitats de serveis».
Dels 44 establiments de servei als particulars que hi havia el 2009, 1 era una oficina de correu, 1 una oficina bancària, 4 tallers de reparació d'automòbils i de material agrícola, 2 autoescoles, 3 paletes, 4 guixaires pintors, 4 fusteries, 7 lampisteries, 1 electricista, 4 empreses de construcció, 7 perruqueries, 5 restaurants i 1 tintoreria.
Dels 14 establiments comercials que hi havia el 2009, 1 era una botiga de més de 120 m², 5 fleques, 1 una fleca, 1 una peixateria, 1 una llibreria, 1 una botiga de roba, 2 botigues de mobles i 2 floristeries.
L'any 2000 a Annezin hi havia 5 explotacions agrícoles que ocupaven un total de 255 hectàrees.

## Equipaments sanitaris i escolars
Els 2 equipaments sanitaris que hi havia el 2009 eren farmàcies.
El 2009 hi havia 2 escoles maternals i 2 escoles elementals. Annezin disposava d'un col·legi d'educació secundària amb 404 alumnes.

## Poblacions més properes
El següent diagrama mostra les poblacions més properes.